# Аверроїзм
Аверрої́зм — філософське вчення середньовічного арабського мислителя Аверроеса та його послідовників. Аверроес продовжував матеріалістичну тенденцію філософії Аристотеля, утверджував вічність і нествореність матерії і руху, заперечував безсмертя душі та потойбічне життя. Прихильники аверроїзму зазнавали гонінь мусульманського й католицького духовенства.
Авероїзм поширився в Західній Європі завдяки зробленим ув арабській Іспанії перекладам латинською коментарів до Аристотеля Аверроеса і деяких інших арабських мислителів, а також праць самого Аверроеса.
Західноєвропейський аверроїзм склався в Парижі в XIII столітті. У Франції його визнаним очільником був магістр Паризького університету Сігер Брабантський. Різка розбіжність аверроїзму з церковною ортодоксією призвела до того, що до боротьби з ним вступили стовпи богослов'я — св. Бонавентура, св. Тома Аквінський та інші. Аверроїзм був засуджений і розгромлений, а Сігер Брабантський, який вирушив шукати правди до папської курії, під час слідства був убитий особистим секретарем. Однак, задушений у Франції, аверроїзм набув поширення в Італії, Англії та Польщі.
Найбільшими аверроїстами кінця XIII—XIV століття були П'єтро д'Абано, Жан Жандунський, впливу аверроїзму зазнав Данте. В Італії центрами аверроїзму в XIV—XVI століття стали Болонський і Падуанський університети; магістри, як-от Алессандро Акілліні, Ніколетто Вернія да К'єті, Марко Антоніо Зімара та інші читали в університетах Аристотеля в аверроїстському трактуванні.
Затихнувши на якийсь час, конфлікт аверроїстів із церквою знову загострився наприкінці XV століття, коли був оприлюднений декрет єпископа Падуї, який забороняв у межах падуанської дієцезії читати лекції і дискутувати про єдність інтелекту, а на V Латеранському соборі (1512–17) була прийнята булла Лева X, що поширила цю заборону на весь католицький світ. Розвиток науки з її зверненням до досвіду підривав позиції схоластичної філософії, що зрештою призвело до зникнення аверроїзму.
В Україні ідеї Аверроеса викладалися в Києво-Могилянській академії, особливо на курсі натурфілософії.